# Nieuwbrug (Gent)
De Nieuwbrug is een in 2007 gebouwde  brug over de Nederschelde in Gent. De brug verbindt de Sint-Jacobsnieuwstraat met de Keizer Karelstraat. 

## Historiek
In de 12e eeuw werd deze brug voor het eerst vermeld als “an de Nieve brigghe”. Nieuw was geïnspireerd op de uitbreiding van de stad met een nieuw gebied (zie ook Nieuwpoort, Nieuwstraat, die later de Sint-Jacobsnieuwstraat werd genoemd)  
In 1523 werd de brug in steen herbouwd.
Toen men in 1855 op dezelfde plaats een nieuwe gietijzeren brug ging bouwen, ontdekte men bij het afbreken van de oude brug dat deze niet twee, maar drie wijde bogen had. De plannen van deze nieuwe brug waren van de stadsbouwmeester Jacob Van Hoecke  (de specialist van architecturale gietijzeren constructies). Ze werd op 28 augustus 1855 ingehuldigd. 
In 1960 werd een deel van de Reep gedempt en de brug afgebroken.
In afwachting van het opnieuw openleggen van de Reep werd een nieuwe brug gebouwd die in maart 2007 was afgewerkt. Eind september 2018 werd de samenvloeiing van de Leie en de Schelde door de openlegging van de Reep terug verwezenlijkt.